# Маєво (Вармінсько-Мазурське воєводство)
Маєво (пол. Majewo, нім. Maibaum) — село в Польщі, у гміні Мілеєво Ельблонзького повіту Вармінсько-Мазурського воєводства.
Населення — 218 осіб (2011).
У 1975-1998 роках село належало до Ельблонзького воєводства.

## Демографія
Демографічна структура станом на 31 березня 2011 року:
|          | Загалом | Допрацездатний вік | Працездатний вік | Постпрацездатний вік |
| -------- | ------- | ------------------ | ---------------- | -------------------- |
| Чоловіки | 107     | 22                 | 80               | 5                    |
| Жінки    | 111     | 19                 | 72               | 20                   |
| Разом    | 218     | 41                 | 152              | 25                   |